# Saint-Féliu-d’Avall
Saint-Féliu-d’Avall (katalanisch Sant Feliu d’Avall) ist eine französische Gemeinde im Département Pyrénées-Orientales in der Region Okzitanien. Die Gemeinde hat eine Fläche von 10,79 km² und hat 2934 Einwohner (Stand 1. Januar 2022).
| Jahr      | 1962 | 1968 | 1975 | 1982 | 1990 | 1999 | 2006 | 2013 | 2020 |
| Einwohner | 1241 | 1533 | 1461 | 1792 | 1956 | 2160 | 2366 | 2572 | 2907 |

## Weblinks

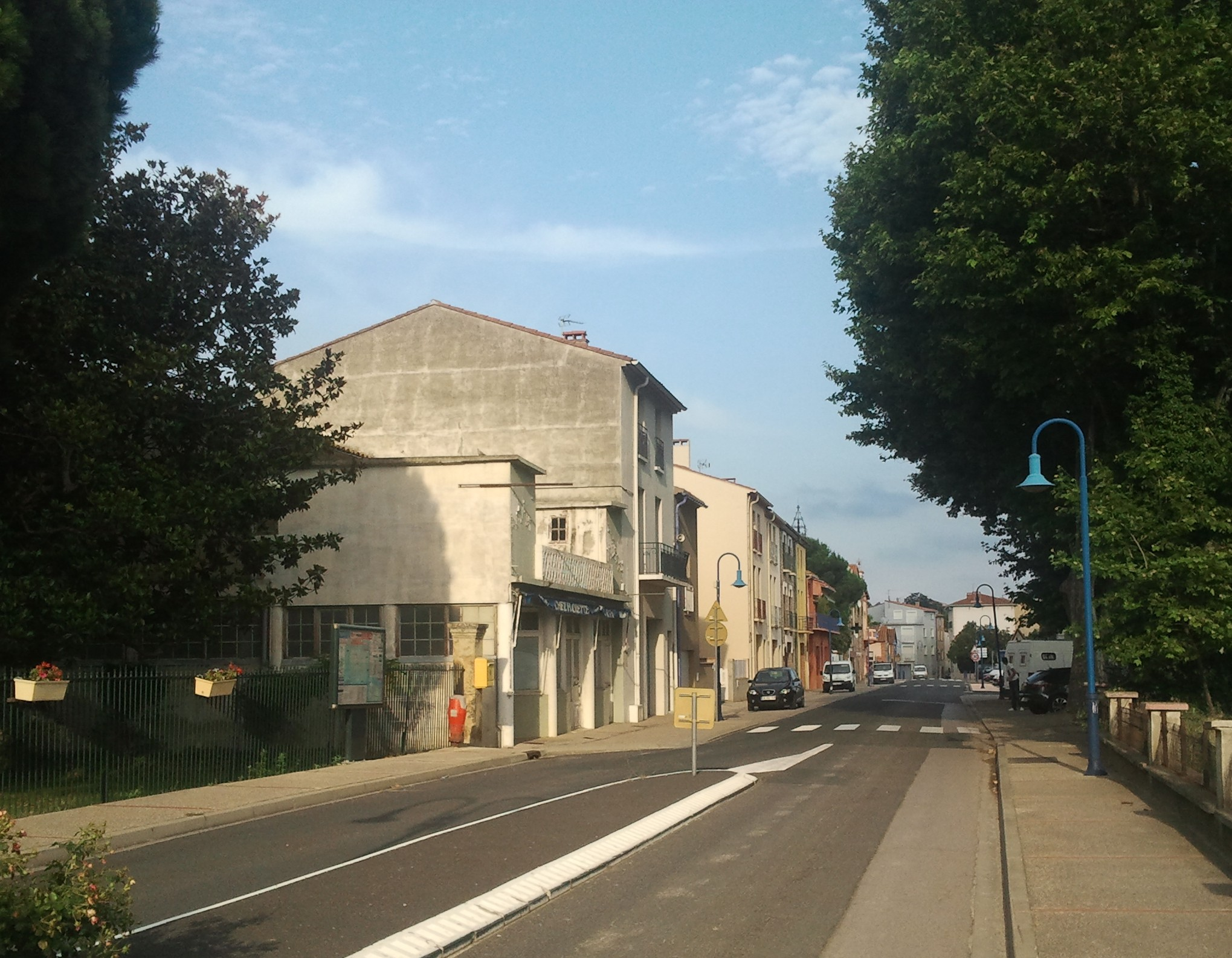
Saint-Féliu-d'Avall - Avenue principale